# نمی‌توانم از نوشیدن در فکر تو دست بکشم
«نمی‌توانم از نوشیدن در فکر تو دست بکشم» (به انگلیسی: I Can't Stop Drinking About You) ترانه‌ای از خواننده-ترانه‌پرداز آمریکایی بی‌بی رکسا می‌باشد که در نخستین آلبوم چندآهنگهٔ وی تحت عنوان نمی‌خواهم بزرگ شوم (۲۰۱۵) قرار دارد. این آهنگ این ترانهٔ الکتروپاپ است که حال‌وهوای پس از شکست عشقی و تلاش برای فراموش کردن درد از طریق نوشیدن را به تصویر می‌کشد. «نمی‌توانم از نوشیدن در فکر تو دست بکشم» پس از انتشار نقدهای مثبتی از منتقدان موسیقی دریافت کرد؛ تحسین‌ها بیشتر معطوف به موسیقی، ترانه‌ها و خوانندگی رکسا بود. موزیک ویدئوی ترانه در ۱۲ اوت سال ۲۰۱۴ در کانال یوتیوب رکسا منتشر گردید و از فیلم‌های دختر، ازهم‌گسیخته (‍۱۹۹۹) و مالیخولیا (۲۰۱۱) الهام گرفته بود.